# Candovia robinsoni
Candovia robinsoni är en insektsart som beskrevs av Brock och Jack W. Hasenpusch 2007. Candovia robinsoni ingår i släktet Candovia och familjen Diapheromeridae. Inga underarter finns listade.